# Sulawesidrongo
Sulawesidrongo (Dicrurus montanus) är en fågel i familjen drongor inom ordningen tättingar.

## Utseende och läte
Sulawesidrongon är en helt svart drongo med kluven stjärt och mörkt öga. Liknande lokala formen av glitterdrongo har ljust öga och mer utsvängda yttre stjärtpennor. Den förekommer även i lägre liggande områden. Sången är enkel, med inslag av metalliska "chew", ofta i rad, liksom hårdare och mörkare "cheewk".

## Utbredning och systematik
Fågeln förekommer i bergsskogar på Sulawesi. Den behandlas som monotypisk, det vill säga att den inte delas in i några underarter.

## Levnadssätt
Sulawesidrongon hittas i bergsskogar. Där ses den enstaka eller i par i trädtaket eller i övre delen av undrevegetationen. Den slår ofta följe med kringvandrande artblandade flockar.

## Status och hot
Arten har ett stort utbredningsområde, men tros minska i antal, dock inte tillräckligt kraftigt för att den ska betraktas som hotad. Internationella naturvårdsunionen IUCN listar arten som livskraftig (LC).